# Campinas
Campinas és una ciutat brasilera situada a l'estat de São Paulo. Està al nord de São Paulo, a una distància de 90 km d'aquesta. Té una superfície de 796 km², i una població segons el Cens, l'any 2010 d'1.080.999 habitants. L'àrea metropolitana està constituïda per 19 municipis, i compte amb una població de 2,8 milions d'habitants (6,78% de la població de l'Estat) sent la segona aglomeració de l'Estat de São Paulo i una de les deu més grans del Brasil.

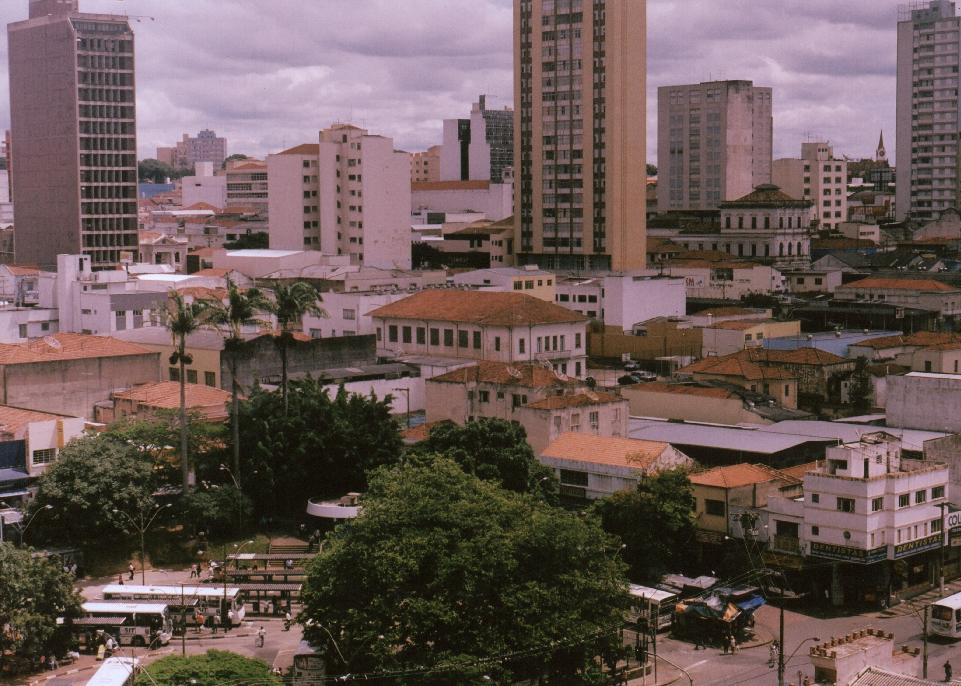
Terminal municipal d'autobusos en el centre de Campinas.

Campinas és un gran centre urbà, posseïdor d'un variat i prosper aparell industrial que li ha fet guanyar un lloc privilegiat dintre del panorama econòmic del Brasil, això es reflecteix en el fet que aquesta ciutat destaca per la seva qualitat de vida i per posseir una de les classes mitjanes i altes més nombroses del país. La ciutat és anomenada afectuosament com la Princesa de l'Oest. És coneguda també com la Ciutat de les Orenetes, ja que la ciutat estava en la ruta d'aquestes aus durant l'època dels barons del cafè. Campinas està formada per quatre districtes: Joaquim Egídio, Sousas, Barão Geraldo i Nova Aparecida.

## Fills il·lustres
- Antônio Carlos Gomes, compositor (1839-1896)